# François-René Jacob de Tigné
François-René Jacob de Tigné, dit Le Bailli de Tigné, est un dignitaire de l’Ordre de Malte

## Biographie
Issu d’une famille connue dans la région de Saumur depuis le XVIe siècle, il fut reçu « de minorité » le 23 août 1723, à l’âge de sept ans dans l’ordre de Malte, succédant ainsi à son oncle, le Brigadier René Jacob de Tigné (1664 – 1730 ) qui a été personnellement envoyé par Louis XIV afin de diriger une mission de renforcement des fortifications militaires des Îles Maltaises en 1715.
Après une carrière comme officier, il fut nommé « Bailli, Grand-Croix de l’Ordre de Malte » en 1775. Il meurt à La Valette le 13 octobre 1801, peu après la prise de Malte par Bonaparte.
Naissance à Dampierre-sur-Loire le 23 mai 1716 – baptisé le 27 juillet 1716 à Notre Dame de Nantilly à Saumur
Décès le 13 octobre 1801 à La Valette – Malte